# Lise Østergaard
Anna Elisabeth 'Lise' Østergaard (18. november 1924 i Odense – 19. marts 1996 i København) var en dansk socialdemokratisk politiker, minister og psykolog.

## Psykolog
Østergaard blev uddannet cand.psych. i 1947.
Senere blev hun chefpsykolog og professor ved Rigshospitalet.
Med afhandlingen En psykologisk analyse af de formelle schizofrene tankeforstyrrelser fra 1962 fik hun som den første danske kvindelige psykolog dr.phil.-graden.

## Politik
Medlem af Folketinget i perioden 1979 – 1984.
- Minister uden portefølje med særligt henblik på udenrigspolitiske spørgsmål i regeringen Anker Jørgensen II fra 26. februar 1977 til 30. august 1978
- Minister uden portefølje med særligt henblik på udenrigspolitiske spørgsmål i regeringen Anker Jørgensen III fra 30. august 1978 til 26. oktober 1979.
- Minister uden portefølje med særligt henblik på udenrigspolitiske spørgsmål i regeringen Anker Jørgensen IV fra 26. oktober 1979 til 28. februar 1980, ministertitlen ændret til minister for nordiske anliggender fra den 28. februar 1980 til 30. december 1981, Lise Østergaard var også minister for kulturelle anliggender i perioden fra 16. februar 1980 til 30. december 1981.

Som kulturminister var Lise Østergaard mødeleder ved FN's kvindekonference afholdt i Bella Center juli 1980.
Denne konference var domineret af politisering ikke af kvindesagen men af palæstinensernes kamp mod Israel.
Palæstina-delegationen havde flykapreren Leila Khaled i spidsen og Lise Østergaard udtalte: "Det er dybt forskrækkende, at man kan bruge en kvindekonference til at politisere så voldsomt om et bestemt politisk problem som det palæstinensiske. Det er misbrug af den scene, som et internationalt forum er".
- Minister for kulturelle anliggender og minister for nordiske anliggender i regeringen Anker Jørgensen V fra 30. december 1980 til 10. september 1982.

## Privat
Østergaard var barnløs og giftede sig først som 49-årig.
Lise Østergaard ligger begravet på Holmens Kirkegård med Gunnar P. Rosendahl.

## Henvisning
1. ↑  Kirsten Boman, Peter Elsass og Ingrid Leth. "Lise Østergaard, født 1924". Københavns Universitet. Arkiveret fra originalen 14. juni 2007. Hentet 13. august 2010.
2. ↑  Bent Blüdnikow (2009). "Bombeterror i København". Gyldendal. Side 112–114. Blüdnikow citerer Politiken 31. juli 1980.

- Lise Østergaard i Dansk Kvindebiografisk Leksikon, forfattet af J. Willadsen på Lex.dk, tidl. Kvinfo.dk
- Anna Elisabeth 'Lise' Østergaard – dansk politiker, professor og kulturminister på gravsted.dk